# 普雷克桑
普雷克桑（法語：Preixan，法語發音：[pʁɛksɑ̃] ⓘ）是法国奥德省的一个市镇，位于该省中北部，属于卡尔卡松区。

## 地理
普雷克桑（43°8'46"N, 2°17'20"E）面积8.56 平方千米，位于法国奧克西塔尼大區奥德省，该省份为法国南部沿海省份，北起塔恩省，西北接上加龙省，西接阿列日省，南至东比利牛斯省，东临地中海，东北与埃罗省接壤。
与普雷克桑接壤的市镇（或旧市镇、城区）包括：库富朗斯、蒙克拉尔、鲁菲亚克多德、鲁朗斯。

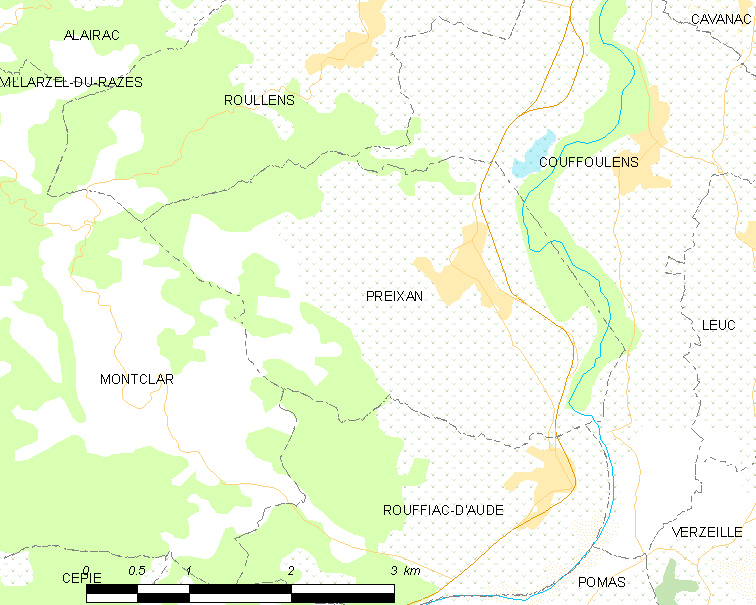
普雷克桑的OSM定位图

普雷克桑的时区为UTC+01:00、UTC+02:00（夏令时）。

## 行政
普雷克桑的邮政编码为11250，INSEE市镇编码为11299。

## 政治
普雷克桑所属的省级选区为卡尔卡松第三县。

## 人口

1962-2008年间普雷克桑人口变化图示

普雷克桑于2022年1月1日时的人口数量为637人。